# صدیق صفایف
صادق صفایف (انگلیسی: Sodiq Safoyev؛ زادهٔ ۳ فوریهٔ ۱۹۵۴) یک سیاست‌مدار اهل ازبکستان است.